# Vlastimil Baruš
Vlastimil Baruš (11. října 1935 Kojetín – 6. září 2014) byl český a československý biolog, parazitolog, vědecký pracovník Československé akademie věd i Akademie věd České republiky, politik Komunistické strany Československa a poslanec Sněmovny lidu Federálního shromáždění za normalizace.

## Biografie
Studoval na VŠ zemědělské v Brně, kde také potom učil. V letech 1958-1962 působil jako vědecký pracovník Biologického ústavu. K roku 1981 se profesně uvádí jako ředitel Ústavu pro výzkum obratlovců Československé akademie věd. V letech 1985–1986 byl rektorem Vysoké školy zemědělské v Brně. Od roku 1987 pracoval v Ústavu systematické a ekologické biologie ČSAV v Brně. Byl účastníkem četných výzkumných zoologických expedic (Kuba, Egypt, Rusko, Keňa, Mongolsko). Ve své profesní dráze se specializoval na studium cizopasných hlístic a přírodní ohniskovost namatodóz. Publikoval či spolupublikoval přes tři stovky vědeckých pracích a 23 knih. Později působil jako vedoucí vědecký pracovník Ústavu ekologie krajiny Akademie věd České republiky v Brně. Státní bezpečnost ho evidovala jako důvěrníka (krycí jméno VLASTA).
Ve volbách roku 1981 zasedl do Sněmovny lidu (volební obvod č. 86 - Brno-město-severozápad, Jihomoravský kraj). Mandát obhájil ve volbách roku 1986 (obvod Brno-město-severozápad). Ve Federálním shromáždění setrval do konce funkčního období, tedy do svobodných voleb roku 1990. Netýkal se ho proces kooptací do Federálního shromáždění po sametové revoluci.